# Oliarus wailupensis
Oliarus wailupensis är en insektsart som beskrevs av Giffard 1925. Oliarus wailupensis ingår i släktet Oliarus och familjen kilstritar. Inga underarter finns listade i Catalogue of Life.